# Portsmouth (Rhode Island)
Portsmouth és una població dels Estats Units a l'estat de Rhode Island. Segons el cens del 2000 tenia 17.149 habitants.

## Demografia
Segons el cens del 2000, Portsmouth tenia 17.149 habitants, 6.758 habitatges, i 4.865 famílies. La densitat de població era de 285,3 habitants per km².
Dels 6.758 habitatges en un 33,4% hi vivien nens de menys de 18 anys, en un 61,1% hi vivien parelles casades, en un 8% dones solteres, i en un 28% no eren unitats familiars. En el 23,3% dels habitatges hi vivien persones soles el 10% de les quals corresponia a persones de 65 anys o més que vivien soles. El nombre mitjà de persones vivint en cada habitatge era de 2,53 i el nombre mitjà de persones que vivien en cada família era de 3.
Per edats la població es repartia de la següent manera: un 25,2% tenia menys de 18 anys, un 5% entre 18 i 24, un 29,5% entre 25 i 44, un 26,9% de 45 a 60 i un 13,5% 65 anys o més.
L'edat mediana era de 40 anys. Per cada 100 dones de 18 o més anys hi havia 92,6 homes.
La renda mediana per habitatge era de 58.835 $ i la renda mediana per família de 68.577 $. Els homes tenien una renda mediana de 46.297 $ mentre que les dones 31.745 $. La renda per capita de la població era de 28.161 $. Aproximadament el 2% de les famílies i el 3,4% de la població estaven per davall del llindar de pobresa.